# 刘濬 (南汉)
刘濬（9世纪—10世纪），字伯深，中国五代十国时期政权南汉官员，一度担任宰相。

## 家世
刘濬生年不详。父刘崇望，晚唐名臣，唐昭宗年间拜相。包括伯父刘崇龟在内的几位叔伯也是名臣。
唐昭宗年间，天下大乱。大顺（890年—891年）初年刘崇龟为清海军节度使后，刘濬为了避乱，来清海军依附刘崇龟，刘崇龟在乾宁年间（894年—898年）过世后，他留在清海军部广州。

## 效力刘隐
大约乾宁元年（894年），刘崇龟召刘隐补右都押牙兼贺水镇使，不久又表奏刘隐为封州刺史。因而刘隐后来于天复元年（901年）权清海军留后并于天祐元年（904年）被官方任为节度使后，为表达对刘崇龟的感激，对刘濬加礼，任命他为幕僚，与李殷衡、倪曙、周杰等同为宾客，经常与他们谋划秘密之事。

## 效力刘䶮
后梁贞明三年（917年），原为后梁封臣的刘隐的弟弟和继承人刘岩称帝建立大越国，后改汉，故史称南汉。他任刘濬为宗正卿兼工部侍郎。乾亨年间（917年—925年），刘岩曾调军屯潮州，准备伺机攻打东北邻国闽国。刘濬认为不可，与宰相杨洞潜商议，杨洞潜认同他，意图劝阻刘岩，但没有成功。八年（924年），刘岩领军在闽国的汀州和漳州之间屯扎，被闽军所攻败走。他因而很后悔没有听从杨洞潜和刘濬的劝说。
大有九年（936年），杨洞潜卒，已改名刘䶮的刘岩升刘濬为中书侍郎，授同中书门下平章事，代杨洞潜为相。刘濬为官清简有操持，常劝刘䶮爱民息兵，言辞婉切。在宰相任上过世，时间不详。鉴于刘䶮的继承者们年间没有他的记载，他可能比于十五年（942年）过世的刘䶮更早过世。子孙在南汉也多有显达者。

## 评价
- 《十国春秋》论曰：（倪）曙、（何）泽用文采显，（刘）濬以清执称，声施百粤，亦庶几名臣选焉。（倪曙、何泽以文采显名，刘濬以清廉有操守为人所称，声名遍及粤地，也或许可以是名臣之选。）